# Defiant Lives
Defiant Lives: The Rise and Triumph of the Disability Rights Movement (en español: Vidas desafiantes: la sublevación y el triunfo del movimiento por los derechos de las personas con discapacidad) es un documental australiano de 2016 escrito y dirigido por Sarah Barton.

## Sinopsis
Defiant Lives es un documental que explora la historia no contada del movimiento por los derechos de las personas con discapacidad en Estados Unidos, Gran Bretaña y Australia, destacando cómo este influyente movimiento transformó la sociedad. Dirigido por Sarah Barton, la película presenta entrevistas con más de 30 activistas y utiliza más de 600 piezas de material de archivo de todo el mundo. Tras ocho años de desarrollo, la obra fue completada en 2016 con el respaldo de Screen Australia. "Defiant Lives" destaca las luchas, logros y desafíos del movimiento, rindiendo homenaje a los activistas fallecidos en el proceso. La película ofrece una visión triunfante de individuos extraordinarios que han contribuido a crear un mundo más inclusivo.

## Recepción
En términos generales, "Defiant Lives" se erige como un triunfo cinematográfico. Sarah Barton y Liz Burke, el dúo detrás de la película, logran capturar magistralmente un movimiento de derechos civiles. Su enfoque permite al público sumergirse en la pasión y el compromiso por un futuro más equitativo para todas las personas con discapacidad. Este documental se erige como un testimonio que trasciende barreras, un documento esencial que no solo debería ser visto por la sociedad en su conjunto, sino que se presenta como un imperativo para aquellos que viven con discapacidades.
"Defiant Lives" da vida a una narrativa ferozmente desafiante sobre el activismo de las personas con discapacidad en Australia, Estados Unidos y el Reino Unido. A través de una energía creativa y una voluntad política palpable, este estimulante documental cautiva y resalta la lucha incansable por la igualdad y los derechos civiles de aquellos que han sido históricamente marginados.
Un nuevo documental australiano, Defiant Lives, rastrea la historia de los derechos de las personas con discapacidad en el país y en el extranjero, con el objetivo de desafiar el borrado del movimiento.

## Impacto
Defiant Lives ha trascendido las fronteras del mundo anglosajón, proyectándose internacionalmente, incluyendo su estreno en España en 2019 en un acto organizado por VIgalicia (Oficina de Vida Independente de Galicia), o su presentación en 2024 como parte del proyecto "Sintomatologías: aprendizajes espásticos" de Elena Prous.